# Sarah Dash
Sarah Dash (Trenton, 18 agosto 1945 – 20 settembre 2021) è stata una cantante statunitense.
Il suo debutto musicale avvenne come membro del gruppo Patti LaBelle & The Bluebelles. Dash ha lavorato come cantante, cantautrice, turnista e sidewoman per diverse band tra cui LaBelle, The Rolling Stones e Keith Richards.

## Biografia

### Patti LaBelle & The Bluebelles
Nata a Trenton nel New Jersey, Sarah Dash si trasferì a Filadelfia a metà degli anni '60, dove incontrò Nona Hendryx, la nativa di Filadelfia Patricia "Patsy" Holte e Sundray Tucker . Nel 1961, la Hendryx e la Dash si unirono alla Holte e alla Tucker nelle The Ordettes. Nel 1961, la Tucker fu sostituita da Cindy Birdsong, nata a Filadelfia, e il quartetto divenne The Bluebelles nel 1962. Il gruppo cambiò di nuovo il nome in Patti LaBelle & The Bluebelles dopo che a Holte fu consigliato di adottare un nome d'arte: Patti LaBelle. Tra i successi delle Bluebelles ci furono il classico doo-wop, I Sold My Heart to the Junkman e le ballate R&B You'll Never Walk Alone e Danny Boy, Down the Aisle, la canzone soul All or Nothing e la loro ormai leggendaria interpretazione di Over the Rainbow, che Patti LaBelle in seguito trasformò in tour-de-force della sua carriera solista a partire dal 1981 con la pubblicazione di una cover della canzone nel suo album The Spirit's in It. Dash canta con un soprano acuto.

### LaBelle
Nel 1967, Cindy Birdsong lasciò il gruppo per unirsi alle The Supremes e quattro anni dopo, le Bluebelles cambiarono il loro nome in LaBelle e iniziarono a registrare materiale che le distingueva da altri gruppi di ragazze: canzoni con tematiche politiche, sociali e sessuali.  Proprio come Mary Wilson delle The Supremes, Dash era spesso il punto medio di due estremi del gruppo, Nona Hendryx e Patti LaBelle, che spesso si erano differenziate per i diversi cambi di direzione del gruppo. Dopo un tour in Inghilterra, dove cambiarono manager assumendo Vicki Wickham, nel 1971, il gruppo abbandonò le parrucche e gli abiti bouffant per passare ad uno stile che comprendeva Afro e jeans. Pubblicarono dei dischi di transizione come Labelle (che includeva la canzone a sfondo sessuale Morning Much Better scritta dalla Hendryx) e Moon Shadow (che presentava le interpretazioni gospel o di Won't Get Fooled Again della band The Who, e Moonshadow di Cat Stevens).
Durante questo periodo, il gruppo è stato notato dal mainstream dopo aver aperto i concerti della cantautrice soul Laura Nyro e del gruppo rock britannico The Who durante i loro tour. Nel 1973 uscì l'album Pressure Cookin', che presentava diverse canzoni scritte dalla Hendryx. In questo album il gruppo di presentò molto più unificato; la Dash ha cantato come co-protagonista in alcune tracce, tra cui la memorabile balla del gruppo, Can I Speak to You Before You Go To Hollywood?, dove Dash canta la maggior parte della canzone con Hendryx che canta all'inizio e la LaBelle nella parte finale. Dash è stata una grande forza vocale per il gruppo. La Dash ha anche contribuito come autrice per diverse canzoni.
Il successo critico del gruppo non si è tradotto in consensi commerciali fino all'uscita dell'album Nightbirds del 1974 (che presentava il più grande singolo della loro carriera, Lady Marmalade) e Phoenix del 1975. Dopo l'uscita di Chameleon del 1976 e un tour nel 1977, il gruppo accettò di dividersi dopo che il trio non riuscì più ad accordarsi su quale materiale lavorare (il gruppo stava lavorando su un album intitolato Shaman quando si divisero).

### Carriera da solista
Nel 1978, Dash pubblicò il suo album di debutto omonimo, che includeva la hit disco, Sinner Man. Ha anche cantato in diverse ballate, tra cui You e We're Lovers After All e I Can't Believe (Someone Like You Could Really Love Me) (con un coro gospel); ha anche avuto un altro piccolo successo con la canzone disco (Come and Take) This Candy From Your Baby. Dash ebbe molto successo e fece diverse apparizioni televisive e pubbliche grazie a Sinner Man. Le fu poi chiesto di comporre e cantare For The Love of You (la colonna sonora dello spettacolo PBS Watch Your Mouth degli anni '80) e Bringing It All Home. È anche comparsa in un episodio di Watch Your Mouth, interpretando un personaggio immaginario, una super diva, Tessie Bright.
Tuttavia, negli album di Kirshner, e in particolare Ooh La La, Sarah Dash del 1980, le è stato dato materiale scadente con cui lavorare, sebbene abbia scritto I Feel Good Being Me per questo album. Contiene una traccia disco, Ooh La La, Too Soon, che è stata utilizzata in una pubblicità dei jeans Sasson, e Phyllis Hyman ha fornito la voce di supporto all'album. Dopo aver pubblicato un altro album Close Enough, per Kirshner, che presenta ballate come Somebody's Angel e God Bless You e la canzone rock Paradise, Dash ha lasciato Kirshner per altre opportunità.
Nel 1983, Dash pubblicò due singoli dance per la Megatone Records di San Francisco, entrambi prodotti da Patrick Cowley. Il primo, Low Down sporco dei ritmi è stata sostanzialmente ignorata, ma il secondo singolo Lucky Tonight (con cori di Sylvester), era molto più successo, anche in aumento fino al punto #5 su "Billboard Dance Charts", ed è stato anche un cartellone Pick of the Week.
Inoltre Dash cantò nel disco rap, Satisfaction, degli High Fidelity Three nel 1985. Sempre durante questo periodo, Dash ha lavorato per The O'Jays, Nile Rodgers del gruppo Chic (duettando su una ballata con Rodgers, My Love Song for You tratto dal suo album The Adventures In the Land of the Good Groove), The Marshall Tucker Band e David Johansen.
Alla fine degli anni '80, ha collaborato con il musicista Dr. York nel duetto It's Too Late.
Poi, nel 1988, ha firmato per l'etichetta Manhattan Records e ha pubblicato l'album intitolato You're All I Need . Questo set includeva un duetto con Patti Labelle nella canzone omonima; un altro duetto Don't Make Me Wait con Ray, Goodman & Brown; e To Tell You The Truth. Ha avuto solo un discreto successo e Dash non ha più registrato un album da allora. Successivamente, nel 1990, la Dash pubblicò un altro singolo dance che non ebbe alcun successo, When You Talk to Me/Manhandled, con il disc jockey Jellybean Benitez.

## Reunion con i Rolling Stones
Nel 1988, Keith Richards ha invitato Sarah Dash ad accompagnarlo in tournée: la loro collaborazione ha portato a un altro tour mondiale, un tour con X-Pensive Winos di Richards, apparizioni in due dei suoi album e sull'album Steel Wheels dei Rolling Stones del 1989. Con Richards, ha partecipato a Live at the Hollywood Palladium nel 1988 e Main Offender, nel 1992. All'inizio degli anni '90, Sarah ha creato il suo show, Dash of Diva, esibendosi in diversi club, oltre a realizzare un set orientato verso il jazz. Nel 1995, si è riunita con Patti LaBelle e Nona Hendryx per registrare il brano Turn It Out per la colonna sonora del film A Wong Foo, grazie di tutto! Julie Newmar, che le porto al primo posto nella classifica dance. Nel 1988, alla Dash fu chiesto di cantare nell'album Steel Wheels dei Rolling Stones, che alla fine la portò in tour con il suo vecchio amico Keith Richards. I due si conobbero quando Sarah Dash si esibiva ancora con Patti Labelle & The Blue Bells, che aprirono per gli Stones nei primi anni '60. Ha registrato il duetto Make No Mistake con lui, e ha cantato in Time Is on My Side, mettendo in mostra la sua estensione vocale. Keith, nella sua autobiografia, ribadì che fu "la migliore versione di quella canzone che abbia mai ascoltato". Ha anche registrato come cantante principale per Rock Awhile. Per il suo prossimo album, Dash ha scritto e cantato un'altra traccia, Body Talk. Un altro momento saliente durante il suo tour con Richards è stata la sua performance in Gimme Shelter. Dash inizia la canzone con il suo argenteo "Oohs" e poi si scatena nel suo assolo nel mezzo della canzone. Contribuì inoltre alla canzone di Keith Richards Eileen, un singolo tratto dal suo album Main Offender . Nel 1992, Dash ha cantato nell'album Live at the Ritz, una collaborazione tra Ronnie Wood e Bo Diddley.
Dash ha fatto alcune apparizioni come ospite in alcuni album tra cui Greener di Temptation and Persuasions. Di tanto in tanto, teneva anche spettacoli jazz/blues in piccoli club sulla costa orientale.
Sarah si prese una pausa per lavorare sulla sua autobiografia, Dash of Diva. Decise con la sua amica e confidente Pam Johnson di scrivere sceneggiature e musical che debuttò al The Crossroads Theatre di New Brunswick.

### Attivismo
Dash ha ricevuto una citazione dal vice sindaco di New York City, Ruth Messinger, per il suo lavoro e i suoi sforzi a favore della comunità svantaggiata di New York City, dove ha raccolto fondi per donne single senza tetto con figli . La Dash ha raccolto donazioni e fondi per queste madri e i loro bambini, acquistando loro vestiti, giocattoli, libri e pagando attività doposcuola, parchi divertimento e cibo.

## Labelle riunite con una causa
Le LaBelle, dopo essersi riunite per la televisione più volte nel corso degli anni e per sporadiche registrazioni, hanno registrato nel gennaio 2006, un omaggio alla leader dei diritti civili Rosa Parks, provvisoriamente intitolato Dear Rosa. Nel 2008, il tanto atteso nuovo album delle Labelle, Back to Now, fu pubblicato, ottenendo ottime recensioni. Dash canta la voce principale nella canzone a sfondo politico del gruppo, System, che vede LaBelle e Hendryx cantare fianco a fianco con Dash in autotono. Registrarono canzoni che non pubblicarono prima del loro precedente scioglimento, inclusa la traccia di Cole Porter, Miss Otis Regrets tra le altre canzoni. La voce della Dash impiegò un po' di tempo a riprendersi a causa di un infortunio avvenuto alla metropolitana di New York City, ma al momento della registrazione riuscì a recuperarla. I produttori del progetto includevano la superstar del rock Lenny Kravitz, l'icona hip hop Wyclef Jean e i leggendari scrittori e produttori soul di Filadelfia Kenny Gamble e Leon Huff.
Dash cantò per un mese al Cirque du Soleil  San Francisco e si è esibito al Pride LGBT del 2007. All'epoca era anche impegnata a lavorare su un album gospel.
Dash è stata onorata dalla sua città natale di Trenton, nel New Jersey, come gran maresciallo nella parata annuale del Giorno del Ringraziamento. La sfilata si è tenuta sabato 22 novembre 2008. L'onore è stato presentato a Dash in un momento in cui la sua città natale di Trenton era arrivanta ad un punto in cui il morale era ai minimi storici e i crimini violenti come l'omicidio raggiunsero il massimo storico. La speranza fu che tali onori potessero suscitare incoraggiamento alla città e dimostrare che le persone di Trenton potessero raggiungere un certo successo dopo un duro lavoro.
Nel 2012 è stato annunciato che Dash aveva in programma di pubblicare un intero album gospel. Pubblicò una ballata dall'album I'm Still Here alla fine del 2011 e un singolo di musica dance Hold On (He'll Be Right There), nel maggio 2012.

## Discografia

### Album
- Sarah Dash, 1978, Kirshner Records
- Ooh La La, Sarah Dash, 1980, Kirshner Records
- Close Enough, 1983, Kirshner Records
- You're All I Need, 1988, EMI

### Singoli
- Sinner Man, 1978, Kirshner Records
- (Come and Take This) Candy from Your Baby, 1978, Kirshner
- Ooh La La Too Soon, 1980, Kirshner
- 'Leaving Again, 1983, Kirshner
- Low Down Dirty Rhythm, 1983, Megatone Records
- Lucky Tonight, 1983, Megatone Records
- Satisfaction (con High Fidelity Three), 1985, Cutting Records
- It's Too Late (con Dr. York), 1985
- Feel Good, 1988, EMI
- When You Talk to Me, 1990, EMI-Manhattan
- Sparkle (con Ari Gold), 2011, Gold 18 Records
- Hold On (He'll Be Right There), 2012, Superlatude

## Filmografia
- Sgt. Pepper's Lonely Heart's Club Band, 1978, MCA
- Midnight Special, 1978
- Merv Griffin Show, 1978
- Dinah Shore Show, 1978
- Dance Fever, 1978
- Soul Train, 1978
- Don Kirshner's Rock Concert, 1978
- Watch Your Mouth (interpretando il personaggio 'Tessie Bright'), 1978, PBS
- Soul Train, 1978

## Teatro
- Teatro Zinzanni (San Francisco), maggio - agosto 2007